# Rhododendron burjaticum
Rhododendron burjaticum är en ljungväxtart som beskrevs av Malysch. Rhododendron burjaticum ingår i släktet rododendron, och familjen ljungväxter. Inga underarter finns listade i Catalogue of Life.